# Anna Veronica Mautner

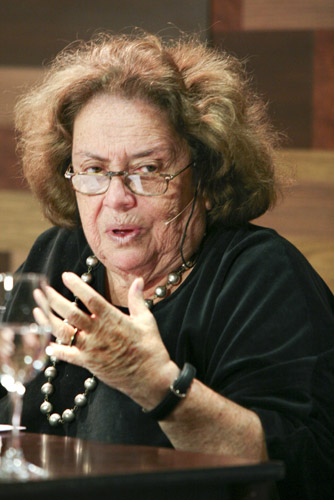
Anna Veronica Mautner, 2009.

Anna Veronica Mautner (Pest, 1935- 30 de janeiro de 2019 ) foi uma psicóloga, psicanalista, ensaísta e cronista brasileira, nascida na Hungria.
De família judia não religiosa, os pais eram ambos comunistas. Com eles, Anna Veronica emigrou da Hungria para o Brasil, aos três anos, chegando ao destino poucos dias antes da  Segunda Guerra Mundial ser declarada. Ela cresceu em São Paulo, no bairro da Lapa, onde os Mautner abriram um salão de cabeleireiro.
Em 1948, ainda adolescente, ingressou no Dror - movimento juvenil sionista socialista, que ela abandonaria ao optar por prosseguir seus estudos na universidade. Graduou-se em Ciências Sociais, na USP, quando a FFLeCH ainda funcionava na rua Maria Antonia, e conviveu com toda a geração dos sociólogos e filósofos que marcaram a esquerda paulista. Fez mestrado em Psicologia Social, também na USP. Viveu no Rio de Janeiro onde foi jornalista de Tribuna da Imprensa e nos Diários Associados. Trabalhou em Nova York, Londres e no Canadá. Foi professora da USP e da FGV. Conviveu com J. A. Gaiarsa, atravessou a contracultura e fundou o curso de psicoterapia reichiana no Instituto Sedes Sapientiæ. Formou-se psicanalista na Sociedade Brasileira de Psicanálise e clinicou por quase 50 anos. Influenciou a vida de várias gerações. Foi uma viajante apaixonada e precursora da autonomia feminina.
Trabalhou como publicitária e foi também cronista do jornal Folha de S. Paulo.
Na década de 1970, dedicou-se a uma abordagem de terapia  corporal baseada em Wilhelm Reich. Essa abordagem incluía, além de terapia individual ou em grupo, danças, alongamento e exercícios físicos para externalizar a agressividade.
Faleceu em São Paulo, no dia 30 de janeiro de 2019, aos 83 anos, por falência de múltiplos órgãos. Deixou três filhos e cinco netos. Era prima do músico Jorge Mautner.

## Livros publicados
- Mautner, Anna Veronica. Fragmentos de uma vida. Editora Ágora, 2018.
- Mautner, Anna Veronica. Educação ou o quê?. Summus Editorial, 2011.
- Mautner, Anna Veronica. Ninguém nasce sabendo. Summus Editorial, 2013.
- Mautner, Anna Veronica. Crônicas Científicas Editora Escuta, 1994.
- Mautner, Anna Veronica. O Cotidiano nas entrelinhas, Crônicas e Memórias. Summus Editorial, 2001.[4]

Também participou das seguintes coletâneas de artigos de vários autores:
- Ser terapeuta, Depoimentos. Summus Editorial, Edição 5, 2006.
- Céu da boca - Lembranças de refeições da infância. Editora Ágora, 2006.
- Em busca do feminino: ensaios psicanalíticos. Casa do Psicólogo, 1993.
- Vínculos amorosos contemporâneos: psicodinâmica das novas estruturas familiares. Callis, 2003.
- A Cidadania em construção: uma reflexao transdisciplinar (Associação Brasileira de Psicologia Social/ Cortez Editora, 1994.